# Dendrochilum angustilobum
Dendrochilum angustilobum är en orkidéart som beskrevs av Cedric Errol Carr. Dendrochilum angustilobum ingår i släktet Dendrochilum och familjen orkidéer. Inga underarter finns listade i Catalogue of Life.